# جیمز اورت سندرز
جیمز اورت سندرز (انگلیسی: Everett Sanders; ۸ مارس ۱۸۸۲ – ۱۲ مهٔ ۱۹۵۰) سیاست‌مدار، و وکیل اهل ایالات متحده آمریکا بود. او دبیر ریاست جمهوری پرزیدنت کالوین کولیج سی‌امین رئیس‌جمهور ایالات متحده آمریکا و رئیس کمیته ملی حزب جمهوری‌خواه بود.